# Atletica leggera ai Giochi della XXVII Olimpiade - 400 metri ostacoli maschili

Video della Finale

I 400 metri ostacoli hanno fatto parte del programma di atletica leggera maschile ai Giochi della XXVII Olimpiade. La competizione si è svolta nei giorni 24-27 settembre 2000 allo Stadio Olimpico di Sydney.

## Presenze ed assenze dei campioni in carica
| Competizione         | Atleta             | Prestazione | Sydney 2000 |
| -------------------- | ------------------ | ----------- | ----------- |
| Olimpiadi 1996       | Derrick Adkins     | 47”54       | Assente     |
| Commonwealth 1998    | Dinsdale Morgan    | 48”28       | Presente    |
| Goodwill Games 1998  | Bryan Bronson      | 47”15       | Assente     |
| Europei 1998         | Paweł Januszewski  | 48”17       | Presente    |
| Coppa del mondo 1998 | Samuel Matete      | 48”08       | Presente    |
| Asiatici 1998        | Hideaki Kawamura   | 49”59       | Presente    |
| Panamericani 1999    | Eronilde de Araújo | 48”23       | Presente    |
| Africani 1999        | Ibou Faye          | 48”30       | Presente    |
| Mondiali 1999        | Fabrizio Mori      | 47”72       | Presente    |
|                      |                    |             |             |
| Mondiali junior 1996 | Mubarak Al-Nubi    | 48”68       | Assente     |

1. ↑  Sotto la bandiera della Zambia.

## La gara
Fabrizio Mori vince la sua batteria. Nella prima semifinale è secondo (48"40) dietro al saudita Al-Somaily, che stabilisce il nuovo record asiatico (48"14); la seconda semifinale è vinta dal sudafricano Llewellyn Herbert (48"38) su Angelo Taylor; mentre la terza è appannaggio di James Carter (48"48). Viene eliminato Samuel Matete, argento ad Atlanta.
Finale: Al-Somaily parte meglio di tutti e conduce la gara fino all'imbocco sul rettilineo finale. Ingaggia un testa a testa con Taylor; vince l'americano di 3 centesimi.

Per aver stabilito solo il settimo tempo in semifinale, Taylor era partito dalla prima corsia, quella più interna.
Al-Somaily batte in finale il record asiatico già stabilito in semifinale.

I primi quattro classificati stabiliscono il record personale.

## Risultati

### Turni eliminatori
| 8 Batterie   | 24 settembre | 63 partenti   | Si qualificano i primi 2 più gli 8 migliori tempi. |
| 3 Semifinali | 25 settembre | 8 + 8 +8      | Si qualificano i primi 2 più i due migliori tempi. |
| Finale       | 27 settembre | 8 concorrenti |                                                    |

### Finale
| Primatista mondiale   | 46"78 | Kevin Young   | Rit. 1993 |
| Primatista stagionale | 47"62 | Angelo Taylor | Presente  |

1. ↑  Record stabilito nel 1992.
2. ↑  Stabilito il 22 luglio.

Stadio Olimpico, mercoledì 27 settembre, ore 20:35.
| Pos | Paese          | Atleta            | Tempo |
| --- | -------------- | ----------------- | ----- |
|     | Stati Uniti    | Angelo Taylor     | 47"50 |
|     | Arabia Saudita | Hadi Al-Somaily   | 47"53 |
|     | Sudafrica      | Llewellyn Herbert | 47"81 |
| 4   | Stati Uniti    | James Carter      | 48"04 |
| 5   | Brasile        | Eronildes Araujo  | 48"34 |
| 6   | Polonia        | Pawel Januszewski | 48"44 |
| 7   | Italia         | Fabrizio Mori     | 48"78 |
| 8   | Ucraina        | Gennadij Gorbenko | 49"01 |